# Kálvin tér
Kálvin tér est une vaste place triangulaire située au croisement des quartiers de Belváros (5e arr.), Palotanegyed (8e arr.) et Belső-Ferencváros (9e arr.) à Budapest. Traversée par le Kiskörút (Vámház körút et Múzeum körút), Baross utca et Üllői út, cette place constitue le centre du quartier étudiant de Budapest, entre l'Université Loránd Eötvös, l'Université Corvinus, l'Université réformée Gáspár Károli, la Bibliothèque centrale Ervin Szabó, le Musée national hongrois et la rue animée de Ráday utca.
Elle est desservie par deux lignes de tramway :  47 47B 48 49 et la station Kálvin tér des lignes   et   du métro de Budapest. On y trouve notamment le temple réformé.